# Бенуа, Леонтий Николаевич
Лео́нтий Никола́евич Бенуа́ (11 [23] августа 1856, Петергоф, Российская империя — 8 февраля 1928, Ленинград) — русский архитектор из семьи Бенуа, крупный мастер петербургской эклектики, педагог. Академик (с 1885), профессор (с 1892) и действительный член (с 1893) Императорской Академии художеств, действительный статский советник. Член-основатель (1903) и почётный председатель Общества архитекторов-художников, редактор журнала «Зодчий» (1892—1895). Последний частный владелец «Мадонны Бенуа» и имения Котлы.

## Биография
Сын видного архитектора Николая Бенуа и Камиллы Кавос. Учился в Императорской Академии художеств (1875—1879) у Александра Резанова, Давида Гримма, Александра Кракау. В период обучения получал награды Академии художеств: малая поощрительная медаль (1877), большая серебряная (1878). Завершил курс обучения в Академии (1878), за год до положенного срока. Получил большую золотую медаль (1879) за программу «Инвалидный дом на 1000 человек нижних чинов и 50 офицеров».
По окончании Академии художеств женился на Марии Александровне Сапожниковой, дочери состоятельного астраханского купца-рыботорговца. Именно от тестя получил во владение работу Леонардо да Винчи, ныне известную как «Мадонна Бенуа», а от тёщи — половину дворянского имения Котлы.
В 1883 году принят на должность адъюнкт-профессора в Институт гражданских инженеров. В 1885 году был удостоен звания академика, а в 1892 году — профессора архитектуры (за проект церкви Св. Георгия в Гусь-Хрустальном). В 1893 году приглашён в Академию художеств на должность руководителя одной из мастерских архитектурного отделения вновь учреждённого Высшего художественного училища. В училище он восстановил занятия акварельным рисунком для архитекторов, ввел лепку, предлагал учредить мастерскую монументальной живописи и начать преподавание технологии художественных работ.
Преподавать начал ещё студентом в Рисовальной школе Общества поощрения художеств (1879—1884). В дальнейшем преподавал в Институте гражданских инженеров (1884—1892, также 1920—1927), в Академии художеств (профессор с 1892 года; в 1903—1906 и 1911—1917 годах также был ректором Высшего художественного училища), в Свободных художественных мастерских (профессор с 1918 года). С 1905 года — действительный статский советник.
Среди учеников Л. Н. Бенуа — О. О. фон Витте, В. Г. Гельфрейх, В. И. Дубенецкий, Ф. И. Лидваль, М. С. Лялевич, О. Р. Мунц, В. А. Покровский, Л. В. Руднев, И. А. Фомин, С. Е. Чернышёв, Э. Е. Шталберг, В. А. Щуко, А. В. Щусев, Я. Г. Чернихов.
13 августа 1921 года Л. Н. Бенуа был арестован с сыном Владимиром и дочерьми Ниной и Екатериной по делу «Петроградской боевой организации В. Н. Таганцева». Обвинялся «в сношениях с английской и финляндской разведкой» (поводом для обвинения стала переписка с дочерьми Ниной и Ольгой, тайно выехавшими в Выборг). В 1922 году по ходатайству юридического отдела «Помполита» был освобожден из тюрьмы.
Леонтий Николаевич Бенуа скончался 8 февраля 1928 года, был похоронен в некрополе Новодевичьего монастыря. В конце 1950-х годов его прах был перенесён на Литераторские мостки (фото могилы).

## Творчество
Ещё будучи студентом, в 1877 году создал в Озерках свои первые постройки: деревянную башню-бельведер и концертный зал (не сохранились). В «Записках о моей деятельности» Бенуа вспоминал, что, проектируя башню, придерживался принципов деревянных конструкций готики и швейцарских построек, где все ясно и логично. Таким образом, с самого начала творческой деятельности проявилось характерное для зодчего стремление использовать рациональные методы строительных приемов. Рационалист по своему художественному мировоззрению, Бенуа был также и одним из крупнейших представителей плеяды архитекторов-энциклопедистов — знатоков стилей прошлого.
Будучи последователем историзма в архитектуре, испытал в ранних работах влияние стиля Людовика XVI, который являлся перифразировкой русской и французской архитектуры раннего классицизма, сочетая в себе строгость и живописность, и считался предпочтительным в Академии художеств, за что был назван «академическим». Пример — Придворная певческая капелла в Санкт-Петербурге (1886—1889), при проектировании которой проявил незаурядное композиционное мастерство, а кроме того, трактовал дворовое пространство как важный коммуникативный элемент здания, что было новаторским и рациональным приемом, который только в 1910-х годах вошёл в практику городского строительства.

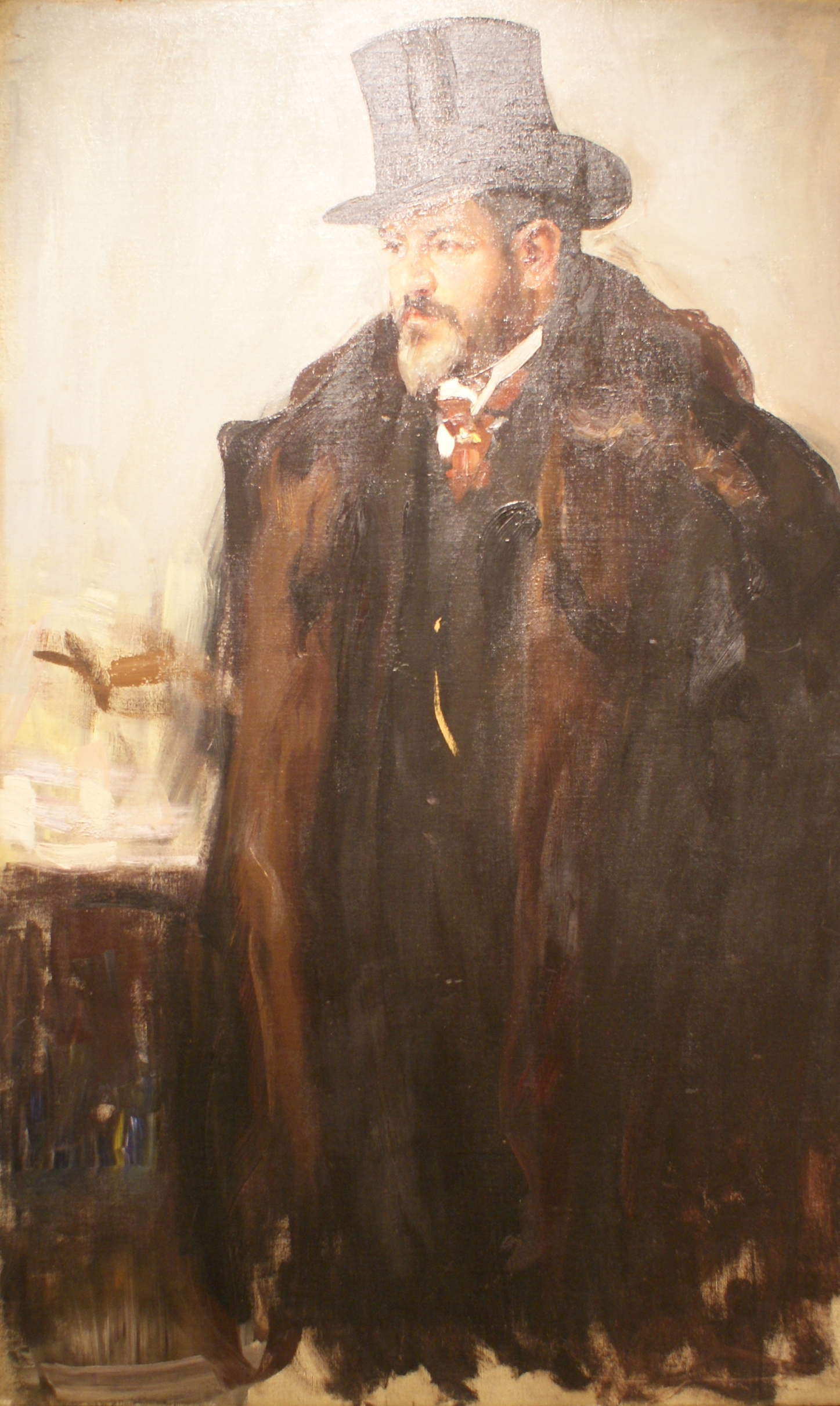
Л. Н. Бенуа, между 1904 и 1910 г.

В конце XIX века спроектировал ряд культовых сооружений в русском стиле (церковь Св. Георгия в Гусь-Хрустальном, 1892—1901; русская капелла в Дармштадте, 1897—1899, собор Александра Невского в Варшаве, 1894—1912), в поисках национального стиля во многом оставаясь рационалистом. В то время церкви, возводившиеся на территориях национальных окраин российского государства или за границей, как правило, строились в русском стиле, что имело задачу распространения и утверждения православно-имперской политики монархии. Бенуа, безусловно, учитывал эти требования, но когда он проектировал для Санкт-Петербурга, местные традиции классических стилей предопределяли иной выбор образного содержания сооружений. Так, в 1897—1899 годах он перестроил в стиле барокко церковь св. Захария и Елизаветы для Кавалергардского полка и завершил в барочно-ренессансном духе строительство Великокняжеской усыпальницы в Петропавловской крепости (1896—1908).
С наибольшей последовательностью рационализм Бенуа проявился при постройке особняка Е. Ц. Кавоса (1896—1897, угол Каменноостровского проспекта и Большой Монетной улицы). Здание проектировалось под впечатлением от знакомства с современной западноевропейской архитектурой, которую зодчий изучал в путешествиях по Австрии, Италии, Франции, Бельгии, Англии, везде осматривая и зарисовывая древние и новейшие постройки. Это сооружение во многом подвело итог развитию рациональной ветви русской эклектики и стало предвестником архитектуры начала XX века.
От эклектизма в середине 1900-х годов перешёл к неоклассицизму. Мотивы классицизма наглядно проявились при создании архитектором комплекса зданий Клинического повивально-гинекологического института на Менделеевской линии (1899—1904), позже — доходного дома Первого Российского страхового общества (1911—1914) и Дворца выставок в Санкт-Петербурге.
Для творчества Бенуа неизменно характерны чёткая архитектурная композиция, продуманность художественного ансамбля, элегантность форм. Он один из создателей проекта крупномасштабной реконструкции Санкт-Петербурга (1910—1913, совместно с архитектором М. М. Перетятковичем и инженером Ф. Е. Енакиевым), включавшего строительство сети метрополитена.
В проекте храма Лурдской Богоматери (1903—1919, совместно с М. М. Перетятковичем) Бенуа переосмыслил романское наследие в направлении, близком к модерну. Модерн оказал влияние и на другие проекты Бенуа, что наиболее последовательно отразилось в пятиэтажном здании Московского купеческого банка на Невском проспекте (д. № 46).
Также участвовал во многих реконструкциях интерьеров и внешнего облика зданий Санкт-Петербурга (фойе Эрмитажного театра, 1902—1904; Белый зал заседаний Мариинского дворца, 1907—1908; фасад Финской церкви), неизменно отличаясь бережным и тактичным отношением к работе предшественников.

## Награды и звания

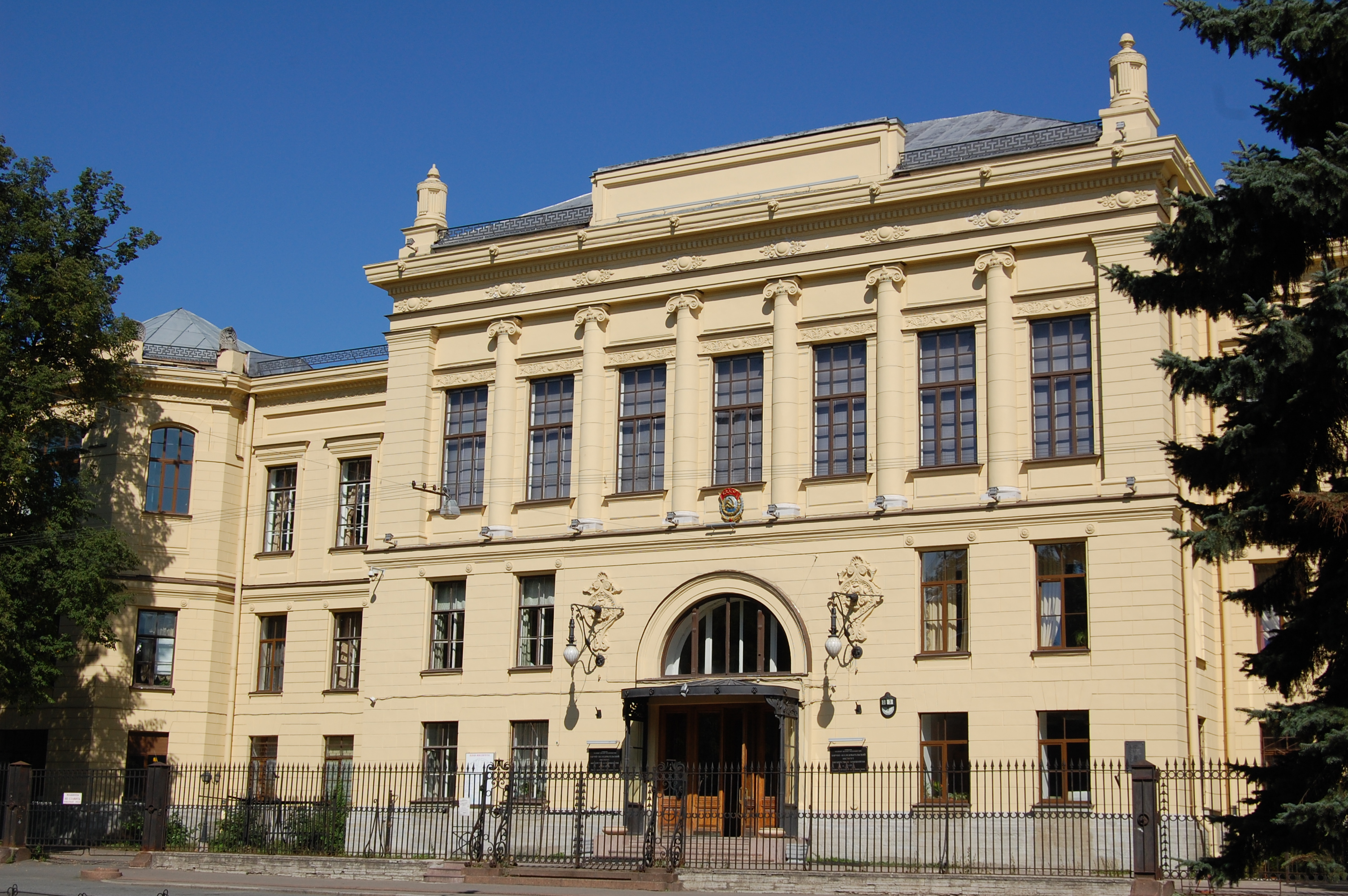
Клинический повивально-гинекологический институт (1901—1904)

- Академик архитектуры (1885), действительный член (1893) Императорской Академии художеств.
- Орден Святого Владимира 3-й степени (1907);
- Орден Святого Станислава 1-й степени (1908);
- Высочайшая благодарность (1912);
- Орден Святой Анны 1-й степени (1913).
- Медаль «В память царствования императора Александра III»;
- Медаль «В память 300-летия царствования дома Романовых»;
- Заслуженный деятель искусств РСФСР (1927).

Иностранные:
- гессенский Орден Филиппа Великодушного командорского креста 2-го кл.;
- греческий Орден Спасителя, командор.

## Проекты
По состоянию на 2015 год известно около 60 архитектурных работ Бенуа (включая интерьерные работы), большинство из которых были разработаны и осуществлены в Санкт-Петербурге. Сохранилось около 40 сооружений и архитектурных комплексов, возведённых по проектам Л. Н. Бенуа. Большинство из этих построек являются объектами культурного наследия и находятся под охраной государства.

## Семья
В браке (с 17 февраля 1880 года) с дочерью коммерции советника, почётного гражданина и астраханского купца 1-й гильдии А. А. Сапожникова, Марией Александровной (25.09.1858 — 30.09.1938, Берлин) имел детей:
- Нина (29.12.1880[11]—1959), вышла замуж за мозаичиста В. А. Фролова, в их браке родился сын Александр (1917—1971).
- Ольга (1882—1973), в замужестве Штейнер. С 1918 года в эмиграции (Финляндия, Германия, Англия). Автор воспоминаний о семье Бенуа (1956)[12]
- Екатерина (02.09.1883[13]—1970), вышла замуж за архитектора Людвига Шрётера; в браке родились: Мариана (1902—1982) — архитектор, жена архитектора А. Н. Виноградова; Галя (1906—2001) — художник-мозаичист, в замужестве Войцкевич; Логин (1908—1988) — архитектор; Михаил (1908—1988) — архитектор.
- Николай (1885—1961), капитан лейб-гвардии Финляндского полка. После революции был заключен в Кронштадтскую тюрьму, из которой бежал в Финляндию, затем переехал во Францию. Незадолго до начала Второй мировой войны женился и переехал в Германию, в конце войны — в Канаду[14].
- Елизавета (1889—?)[15]
- Надежда (1896—1975), художница, после эмиграции в Англию работала сценографом; в браке с бароном Ионой Устиновым, их сын Питер Устинов (1921—2004), известный актёр и драматург. Внук Надежды Леонтьевны — Игорь Устинов (род. 1956), скульптор, создатель статуэтки-приза фестиваля «Benois de la Danse», названного в честь художника А. Н. Бенуа — брата Л. Н. Бенуа.
- Александр (1891—1919), в Первую мировую войну — штабс-капитан лейб-гвардии Преображенского полка, командир 15-й роты. Участник Белого движения в составе Добровольческой армии и ВСЮР. Убит в бою у деревни Дремайловки 24 сентября 1919 года, был похоронен в Покровском монастыре[16][17].
- Владимир (1880-е—?)

|                                        |                                        |                                        |                                        |                                        |                                        |  |  |                                      |                                      |                                      |                                      |                                      |                                      |  |  |                                                |                                                |                                                |                                                |                                                |                                                |  |  |                                       |                                       |                                       |                                       |                                       |                                       |  |  | Леонтий (Луи Жюль) Бенуа (1770—1822)          |                                               |                                               |                                               |                                               |                                               |  |  |                                         |                                         |                                         |                                         |                                         |                                         |  |  |                                         |                                         |                                         |                                         |                                         |                                         |  |  |                                   |                                   |                                   |                                   |                                   |                                   |  |  |                                           |                                           |                                           |                                           |                                           |                                           |  |  |  |  |  |  |  |  |  |  |  |  |  |  |  |  |  |  |  |  |  |  |  |  |  |  |  |  |  |  |  |  |  |  |  |  |  |  |  |  |  |  |  |  |  |  |  |  |  |  |  |  |
|                                        |                                        |                                        |                                        |                                        |                                        |  |  |                                      |                                      |                                      |                                      |                                      |                                      |  |  |                                                |                                                |                                                |                                                |                                                |                                                |  |  |                                       |                                       |                                       |                                       |                                       |                                       |  |  |                                               |                                               |                                               |                                               |                                               |                                               |  |  |                                         |                                         |                                         |                                         |                                         |                                         |  |  |                                         |                                         |                                         |                                         |                                         |                                         |  |  |                                   |                                   |                                   |                                   |                                   |                                   |  |  |                                           |                                           |                                           |                                           |                                           |                                           |  |  |  |  |  |  |  |  |  |  |  |  |  |  |  |  |  |  |  |  |  |  |  |  |  |  |  |  |  |  |  |  |  |  |  |  |  |  |  |  |  |  |  |  |  |  |  |  |  |  |  |  |
|                                        |                                        |                                        |                                        |                                        |                                        |  |  |                                      |                                      |                                      |                                      |                                      |                                      |  |  |                                                |                                                |                                                |                                                |                                                |                                                |  |  |                                       |                                       |                                       |                                       |                                       |                                       |  |  |                                               |                                               |                                               |                                               |                                               |                                               |  |  |                                         |                                         |                                         |                                         |                                         |                                         |  |  |                                         |                                         |                                         |                                         |                                         |                                         |  |  |                                   |                                   |                                   |                                   |                                   |                                   |  |  |                                           |                                           |                                           |                                           |                                           |                                           |  |  |  |  |  |  |  |  |  |  |  |  |  |  |  |  |  |  |  |  |  |  |  |  |  |  |  |  |  |  |  |  |  |  |  |  |  |  |  |  |  |  |  |  |  |  |  |  |  |  |  |  |
| Михаил Леонтьевич Бенуа (1799—1867)    | Михаил Леонтьевич Бенуа (1799—1867)    | Михаил Леонтьевич Бенуа (1799—1867)    | Михаил Леонтьевич Бенуа (1799—1867)    | Михаил Леонтьевич Бенуа (1799—1867)    | Михаил Леонтьевич Бенуа (1799—1867)    |  |  | Леонтий Леонтьевич Бенуа (1801—1885) | Леонтий Леонтьевич Бенуа (1801—1885) | Леонтий Леонтьевич Бенуа (1801—1885) | Леонтий Леонтьевич Бенуа (1801—1885) | Леонтий Леонтьевич Бенуа (1801—1885) | Леонтий Леонтьевич Бенуа (1801—1885) |  |  |                                                |                                                |                                                |                                                |                                                |                                                |  |  |                                       |                                       |                                       |                                       |                                       |                                       |  |  | Николай Леонтьевич Бенуа (1813—1898)          | Николай Леонтьевич Бенуа (1813—1898)          | Николай Леонтьевич Бенуа (1813—1898)          | Николай Леонтьевич Бенуа (1813—1898)          | Николай Леонтьевич Бенуа (1813—1898)          | Николай Леонтьевич Бенуа (1813—1898)          |  |  |                                         |                                         |                                         |                                         |                                         |                                         |  |  |                                         |                                         |                                         |                                         |                                         |                                         |  |  | Юлий Леонтьевич Бенуа (1820—1898) | Юлий Леонтьевич Бенуа (1820—1898) | Юлий Леонтьевич Бенуа (1820—1898) | Юлий Леонтьевич Бенуа (1820—1898) | Юлий Леонтьевич Бенуа (1820—1898) | Юлий Леонтьевич Бенуа (1820—1898) |  |  | Александр Леонтьевич Бенуа (1817—1875)    | Александр Леонтьевич Бенуа (1817—1875)    | Александр Леонтьевич Бенуа (1817—1875)    | Александр Леонтьевич Бенуа (1817—1875)    | Александр Леонтьевич Бенуа (1817—1875)    | Александр Леонтьевич Бенуа (1817—1875)    |  |  |  |  |  |  |  |  |  |  |  |  |  |  |  |  |  |  |  |  |  |  |  |  |  |  |  |  |  |  |  |  |  |  |  |  |  |  |  |  |  |  |  |  |  |  |  |  |  |  |  |  |
| Михаил Леонтьевич Бенуа (1799—1867)    | Михаил Леонтьевич Бенуа (1799—1867)    | Михаил Леонтьевич Бенуа (1799—1867)    | Михаил Леонтьевич Бенуа (1799—1867)    | Михаил Леонтьевич Бенуа (1799—1867)    | Михаил Леонтьевич Бенуа (1799—1867)    |  |  | Леонтий Леонтьевич Бенуа (1801—1885) | Леонтий Леонтьевич Бенуа (1801—1885) | Леонтий Леонтьевич Бенуа (1801—1885) | Леонтий Леонтьевич Бенуа (1801—1885) | Леонтий Леонтьевич Бенуа (1801—1885) | Леонтий Леонтьевич Бенуа (1801—1885) |  |  |                                                |                                                |                                                |                                                |                                                |                                                |  |  |                                       |                                       |                                       |                                       |                                       |                                       |  |  | Николай Леонтьевич Бенуа (1813—1898)          | Николай Леонтьевич Бенуа (1813—1898)          | Николай Леонтьевич Бенуа (1813—1898)          | Николай Леонтьевич Бенуа (1813—1898)          | Николай Леонтьевич Бенуа (1813—1898)          | Николай Леонтьевич Бенуа (1813—1898)          |  |  |                                         |                                         |                                         |                                         |                                         |                                         |  |  |                                         |                                         |                                         |                                         |                                         |                                         |  |  | Юлий Леонтьевич Бенуа (1820—1898) | Юлий Леонтьевич Бенуа (1820—1898) | Юлий Леонтьевич Бенуа (1820—1898) | Юлий Леонтьевич Бенуа (1820—1898) | Юлий Леонтьевич Бенуа (1820—1898) | Юлий Леонтьевич Бенуа (1820—1898) |  |  | Александр Леонтьевич Бенуа (1817—1875)    | Александр Леонтьевич Бенуа (1817—1875)    | Александр Леонтьевич Бенуа (1817—1875)    | Александр Леонтьевич Бенуа (1817—1875)    | Александр Леонтьевич Бенуа (1817—1875)    | Александр Леонтьевич Бенуа (1817—1875)    |  |  |  |  |  |  |  |  |  |  |  |  |  |  |  |  |  |  |  |  |  |  |  |  |  |  |  |  |  |  |  |  |  |  |  |  |  |  |  |  |  |  |  |  |  |  |  |  |  |  |  |  |
|                                        |                                        |                                        |                                        |                                        |                                        |  |  |                                      |                                      |                                      |                                      |                                      |                                      |  |  |                                                |                                                |                                                |                                                |                                                |                                                |  |  |                                       |                                       |                                       |                                       |                                       |                                       |  |  |                                               |                                               |                                               |                                               |                                               |                                               |  |  |                                         |                                         |                                         |                                         |                                         |                                         |  |  |                                         |                                         |                                         |                                         |                                         |                                         |  |  |                                   |                                   |                                   |                                   |                                   |                                   |  |  |                                           |                                           |                                           |                                           |                                           |                                           |  |  |  |  |  |  |  |  |  |  |  |  |  |  |  |  |  |  |  |  |  |  |  |  |  |  |  |  |  |  |  |  |  |  |  |  |  |  |  |  |  |  |  |  |  |  |  |  |  |  |  |  |
| Александр Михайлович Бенуа (1862—1944) | Александр Михайлович Бенуа (1862—1944) | Александр Михайлович Бенуа (1862—1944) | Александр Михайлович Бенуа (1862—1944) | Александр Михайлович Бенуа (1862—1944) | Александр Михайлович Бенуа (1862—1944) |  |  | Алексей Леонтьевич Бенуа (1838—1902) | Алексей Леонтьевич Бенуа (1838—1902) | Алексей Леонтьевич Бенуа (1838—1902) | Алексей Леонтьевич Бенуа (1838—1902) | Алексей Леонтьевич Бенуа (1838—1902) | Алексей Леонтьевич Бенуа (1838—1902) |  |  | Екатерина Николаевна Бенуа-Лансере (1850—1933) | Екатерина Николаевна Бенуа-Лансере (1850—1933) | Екатерина Николаевна Бенуа-Лансере (1850—1933) | Екатерина Николаевна Бенуа-Лансере (1850—1933) | Екатерина Николаевна Бенуа-Лансере (1850—1933) | Екатерина Николаевна Бенуа-Лансере (1850—1933) |  |  | Альберт Николаевич Бенуа (1852—1936)  | Альберт Николаевич Бенуа (1852—1936)  | Альберт Николаевич Бенуа (1852—1936)  | Альберт Николаевич Бенуа (1852—1936)  | Альберт Николаевич Бенуа (1852—1936)  | Альберт Николаевич Бенуа (1852—1936)  |  |  | Леонтий Николаевич Бенуа (1856—1928)          | Леонтий Николаевич Бенуа (1856—1928)          | Леонтий Николаевич Бенуа (1856—1928)          | Леонтий Николаевич Бенуа (1856—1928)          | Леонтий Николаевич Бенуа (1856—1928)          | Леонтий Николаевич Бенуа (1856—1928)          |  |  | Михаил Николаевич Бенуа (1862—1931)     | Михаил Николаевич Бенуа (1862—1931)     | Михаил Николаевич Бенуа (1862—1931)     | Михаил Николаевич Бенуа (1862—1931)     | Михаил Николаевич Бенуа (1862—1931)     | Михаил Николаевич Бенуа (1862—1931)     |  |  | Александр Николаевич Бенуа (1870—1960)  | Александр Николаевич Бенуа (1870—1960)  | Александр Николаевич Бенуа (1870—1960)  | Александр Николаевич Бенуа (1870—1960)  | Александр Николаевич Бенуа (1870—1960)  | Александр Николаевич Бенуа (1870—1960)  |  |  | Юлий Юльевич Бенуа (1852—1929)    | Юлий Юльевич Бенуа (1852—1929)    | Юлий Юльевич Бенуа (1852—1929)    | Юлий Юльевич Бенуа (1852—1929)    | Юлий Юльевич Бенуа (1852—1929)    | Юлий Юльевич Бенуа (1852—1929)    |  |  | Александр Александрович Бенуа (1852–1928) | Александр Александрович Бенуа (1852–1928) | Александр Александрович Бенуа (1852–1928) | Александр Александрович Бенуа (1852–1928) | Александр Александрович Бенуа (1852–1928) | Александр Александрович Бенуа (1852–1928) |  |  |  |  |  |  |  |  |  |  |  |  |  |  |  |  |  |  |  |  |  |  |  |  |  |  |  |  |  |  |  |  |  |  |  |  |  |  |  |  |  |  |  |  |  |  |  |  |  |  |  |  |
| Александр Михайлович Бенуа (1862—1944) | Александр Михайлович Бенуа (1862—1944) | Александр Михайлович Бенуа (1862—1944) | Александр Михайлович Бенуа (1862—1944) | Александр Михайлович Бенуа (1862—1944) | Александр Михайлович Бенуа (1862—1944) |  |  | Алексей Леонтьевич Бенуа (1838—1902) | Алексей Леонтьевич Бенуа (1838—1902) | Алексей Леонтьевич Бенуа (1838—1902) | Алексей Леонтьевич Бенуа (1838—1902) | Алексей Леонтьевич Бенуа (1838—1902) | Алексей Леонтьевич Бенуа (1838—1902) |  |  | Екатерина Николаевна Бенуа-Лансере (1850—1933) | Екатерина Николаевна Бенуа-Лансере (1850—1933) | Екатерина Николаевна Бенуа-Лансере (1850—1933) | Екатерина Николаевна Бенуа-Лансере (1850—1933) | Екатерина Николаевна Бенуа-Лансере (1850—1933) | Екатерина Николаевна Бенуа-Лансере (1850—1933) |  |  | Альберт Николаевич Бенуа (1852—1936)  | Альберт Николаевич Бенуа (1852—1936)  | Альберт Николаевич Бенуа (1852—1936)  | Альберт Николаевич Бенуа (1852—1936)  | Альберт Николаевич Бенуа (1852—1936)  | Альберт Николаевич Бенуа (1852—1936)  |  |  | Леонтий Николаевич Бенуа (1856—1928)          | Леонтий Николаевич Бенуа (1856—1928)          | Леонтий Николаевич Бенуа (1856—1928)          | Леонтий Николаевич Бенуа (1856—1928)          | Леонтий Николаевич Бенуа (1856—1928)          | Леонтий Николаевич Бенуа (1856—1928)          |  |  | Михаил Николаевич Бенуа (1862—1931)     | Михаил Николаевич Бенуа (1862—1931)     | Михаил Николаевич Бенуа (1862—1931)     | Михаил Николаевич Бенуа (1862—1931)     | Михаил Николаевич Бенуа (1862—1931)     | Михаил Николаевич Бенуа (1862—1931)     |  |  | Александр Николаевич Бенуа (1870—1960)  | Александр Николаевич Бенуа (1870—1960)  | Александр Николаевич Бенуа (1870—1960)  | Александр Николаевич Бенуа (1870—1960)  | Александр Николаевич Бенуа (1870—1960)  | Александр Николаевич Бенуа (1870—1960)  |  |  | Юлий Юльевич Бенуа (1852—1929)    | Юлий Юльевич Бенуа (1852—1929)    | Юлий Юльевич Бенуа (1852—1929)    | Юлий Юльевич Бенуа (1852—1929)    | Юлий Юльевич Бенуа (1852—1929)    | Юлий Юльевич Бенуа (1852—1929)    |  |  | Александр Александрович Бенуа (1852–1928) | Александр Александрович Бенуа (1852–1928) | Александр Александрович Бенуа (1852–1928) | Александр Александрович Бенуа (1852–1928) | Александр Александрович Бенуа (1852–1928) | Александр Александрович Бенуа (1852–1928) |  |  |  |  |  |  |  |  |  |  |  |  |  |  |  |  |  |  |  |  |  |  |  |  |  |  |  |  |  |  |  |  |  |  |  |  |  |  |  |  |  |  |  |  |  |  |  |  |  |  |  |  |
|                                        |                                        |                                        |                                        |                                        |                                        |  |  |                                      |                                      |                                      |                                      |                                      |                                      |  |  | Зинаида Серебрякова (1884—1967)                | Зинаида Серебрякова (1884—1967)                | Зинаида Серебрякова (1884—1967)                | Зинаида Серебрякова (1884—1967)                | Зинаида Серебрякова (1884—1967)                | Зинаида Серебрякова (1884—1967)                |  |  | Альберт Альбертович Бенуа (1879—1930) | Альберт Альбертович Бенуа (1879—1930) | Альберт Альбертович Бенуа (1879—1930) | Альберт Альбертович Бенуа (1879—1930) | Альберт Альбертович Бенуа (1879—1930) | Альберт Альбертович Бенуа (1879—1930) |  |  | Надежда Леонтьевна Бенуа-Устинова (1895—1975) | Надежда Леонтьевна Бенуа-Устинова (1895—1975) | Надежда Леонтьевна Бенуа-Устинова (1895—1975) | Надежда Леонтьевна Бенуа-Устинова (1895—1975) | Надежда Леонтьевна Бенуа-Устинова (1895—1975) | Надежда Леонтьевна Бенуа-Устинова (1895—1975) |  |  | Константин Михайлович Бенуа (1885—1950) | Константин Михайлович Бенуа (1885—1950) | Константин Михайлович Бенуа (1885—1950) | Константин Михайлович Бенуа (1885—1950) | Константин Михайлович Бенуа (1885—1950) | Константин Михайлович Бенуа (1885—1950) |  |  | Николай Александрович Бенуа (1901—1988) | Николай Александрович Бенуа (1901—1988) | Николай Александрович Бенуа (1901—1988) | Николай Александрович Бенуа (1901—1988) | Николай Александрович Бенуа (1901—1988) | Николай Александрович Бенуа (1901—1988) |  |  |                                   |                                   |                                   |                                   |                                   |                                   |  |  | Альберт Александрович Бенуа (1888—1960)   | Альберт Александрович Бенуа (1888—1960)   | Альберт Александрович Бенуа (1888—1960)   | Альберт Александрович Бенуа (1888—1960)   | Альберт Александрович Бенуа (1888—1960)   | Альберт Александрович Бенуа (1888—1960)   |  |  |  |  |  |  |  |  |  |  |  |  |  |  |  |  |  |  |  |  |  |  |  |  |  |  |  |  |  |  |  |  |  |  |  |  |  |  |  |  |  |  |  |  |  |  |  |  |  |  |  |  |
|                                        |                                        |                                        |                                        |                                        |                                        |  |  |                                      |                                      |                                      |                                      |                                      |                                      |  |  | Зинаида Серебрякова (1884—1967)                | Зинаида Серебрякова (1884—1967)                | Зинаида Серебрякова (1884—1967)                | Зинаида Серебрякова (1884—1967)                | Зинаида Серебрякова (1884—1967)                | Зинаида Серебрякова (1884—1967)                |  |  | Альберт Альбертович Бенуа (1879—1930) | Альберт Альбертович Бенуа (1879—1930) | Альберт Альбертович Бенуа (1879—1930) | Альберт Альбертович Бенуа (1879—1930) | Альберт Альбертович Бенуа (1879—1930) | Альберт Альбертович Бенуа (1879—1930) |  |  | Надежда Леонтьевна Бенуа-Устинова (1895—1975) | Надежда Леонтьевна Бенуа-Устинова (1895—1975) | Надежда Леонтьевна Бенуа-Устинова (1895—1975) | Надежда Леонтьевна Бенуа-Устинова (1895—1975) | Надежда Леонтьевна Бенуа-Устинова (1895—1975) | Надежда Леонтьевна Бенуа-Устинова (1895—1975) |  |  | Константин Михайлович Бенуа (1885—1950) | Константин Михайлович Бенуа (1885—1950) | Константин Михайлович Бенуа (1885—1950) | Константин Михайлович Бенуа (1885—1950) | Константин Михайлович Бенуа (1885—1950) | Константин Михайлович Бенуа (1885—1950) |  |  | Николай Александрович Бенуа (1901—1988) | Николай Александрович Бенуа (1901—1988) | Николай Александрович Бенуа (1901—1988) | Николай Александрович Бенуа (1901—1988) | Николай Александрович Бенуа (1901—1988) | Николай Александрович Бенуа (1901—1988) |  |  |                                   |                                   |                                   |                                   |                                   |                                   |  |  | Альберт Александрович Бенуа (1888—1960)   | Альберт Александрович Бенуа (1888—1960)   | Альберт Александрович Бенуа (1888—1960)   | Альберт Александрович Бенуа (1888—1960)   | Альберт Александрович Бенуа (1888—1960)   | Альберт Александрович Бенуа (1888—1960)   |  |  |  |  |  |  |  |  |  |  |  |  |  |  |  |  |  |  |  |  |  |  |  |  |  |  |  |  |  |  |  |  |  |  |  |  |  |  |  |  |  |  |  |  |  |  |  |  |  |  |  |  |
|                                        |                                        |                                        |                                        |                                        |                                        |  |  |                                      |                                      |                                      |                                      |                                      |                                      |  |  |                                                |                                                |                                                |                                                |                                                |                                                |  |  |                                       |                                       |                                       |                                       |                                       |                                       |  |  | Питер А. Устинов (1921—2004)                  | Питер А. Устинов (1921—2004)                  | Питер А. Устинов (1921—2004)                  | Питер А. Устинов (1921—2004)                  | Питер А. Устинов (1921—2004)                  | Питер А. Устинов (1921—2004)                  |  |  | Михаил Константинович Бенуа (1912—1955) | Михаил Константинович Бенуа (1912—1955) | Михаил Константинович Бенуа (1912—1955) | Михаил Константинович Бенуа (1912—1955) | Михаил Константинович Бенуа (1912—1955) | Михаил Константинович Бенуа (1912—1955) |  |  |                                         |                                         |                                         |                                         |                                         |                                         |  |  |                                   |                                   |                                   |                                   |                                   |                                   |  |  |                                           |                                           |                                           |                                           |                                           |                                           |  |  |  |  |  |  |  |  |  |  |  |  |  |  |  |  |  |  |  |  |  |  |  |  |  |  |  |  |  |  |  |  |  |  |  |  |  |  |  |  |  |  |  |  |  |  |  |  |  |  |  |  |

Праправнучка — Евгения Павловна Петрашень, руководитель направления «Дизайн среды» на кафедре дизайна факультета искусств СПбГУ.